# Aora typica
Aora typica är en kräftdjursart som beskrevs av Henrik Nikolai Krøyer 1845. Aora typica ingår i släktet Aora och familjen Aoridae. Inga underarter finns listade i Catalogue of Life.